# Nick Vivian
Nick Vivian (* 26. März 1964 in Hitchin, Hertfordshire, England) ist ein britischer Drehbuchautor, der 1995 für einen Oscar nominiert war.

## Berufliches
Über Nick Vivians Werdegang bis zum Jahr 1993, als er erstmals mit dem Fernsehfilm Liebste Braut, ich hab ’ne Freundin auf sich aufmerksam machte, ist nichts bekannt. Vivian schrieb das Drehbuch zu dieser romantischen Komödie mit Rik Mayall und Helena Bonham Carter in den Hauptrollen. Im darauffolgenden Jahr schrieb er das Drehbuch zu Paul Unwins Kurzfilm Syrup mit und für den beide für einen Oscar nominiert wurden. Der Film beschäftigt sich mit einem Mann, der sich aufgrund seines nur noch spärlichen Haupthaares ein Toupet zulegt und dadurch zum Gespött von Kollegen und Nachbarn wird. Der Oscar ging jedoch zum einen an Peter Capaldi und Ruth Kenley-Letts und den Film Franz Kafka’s It’s a Wonderful Life, in dem der Schriftsteller Franz Kafka dauernd gestört wird, während er an seiner Novelle Die Verwandlung arbeitet. Zum anderen wurden Peggy Rajski und Randy Stone und der Film Trevor ausgezeichnet, deren Film das Coming-out eines homosexuellen Schülers und dessen Suizidversuch zum Inhalt hat.
Für die Fernseh-Miniserie Ted and Alice schrieb Vivian für die 2002 veröffentlichten drei Folgen jeweils das Drehbuch. Darin geht es um einen Außerirdischen namens Ted, der ein Ausgestoßener auf seinem eigenen Planeten ist und Alice, die davon träumt, eine Romanze zu erleben, die ihr mit ihrem Freund Barry versagt bleibt. Für die Folge Movement der britischen Dramedy-Serie Doc Martin (2007) verfasste Vivian ebenso das Drehbuch wie für den Fernsehfilm Gracie! (2009) und den Kurzfilm Barbra (2011). In Gracie! übernahm Vivians Frau Jane Horrocks die Titelrolle.

## Privates
Nick Vivian ist mit Jane Horrocks verheiratet. Das Paar hat zwei Kinder.

## Filmografie (Auswahl)
- 1993: Liebste Braut, ich hab ’ne Freundin (Dancing Queen, Fernsehfilm)
- 1994: Syrup (Kurzfilm)
- 1995: Dirty Old Town (Fernsehfilm)
- 1995: Clair de Lune (Fernsehfilm)
- 1996: Lost for Words (Fernsehfilm)
- 1998: Alice im Spiegelland (Alice Through the Looking Glass, Fernsehfilm)
- 1999: Murder Most Horrid (Fernsehserie, Folgen Frozen)
- 1999: Hunting Venus (Fernsehfilm)
- 1999: The Mystery of Men (Fernsehfilm)
- 2000: Up Rising (Fernsehserie, 5 Folgen)
- 2002: Ted and Alice (Fernseh-Miniserie, 3 Folgen)
- 2005: Twisted Tales (Fernsehserie, Folge Vacant Possession)
- 2007: Doc Martin (Fernsehserie, Folge Movement)
- 2009: Gracie! (Fernsehfilm)
- 2011: Barbra (Kurzfilm)

## Auszeichnung
- Academy Awards, USA 1995: Oscarnominierung gemeinsam mit Paul Unwin für und mit dem Film Syrup in der Kategorie „Bester Kurzfilm“